# Al Ferrier
Alfous Glenn „Al“ Ferrier, Sr. (* 19. August 1934 in Olla, Louisiana; † 6. Januar 2015 in Natchitoches, Louisiana) war ein US-amerikanischer Country-, Cajun- und Rockabilly-Musiker. Sein Beiname ist „The Cajun Rockabilly“, da seine Musik eine Mischung aus Country, Cajun-Musik, einen von Carl Perkins beeinflusster Rockabilly sowie Swamp Blues darstellt.

## Leben

### Kindheit und Jugend
In seiner Kindheit interessierte sich Al Ferrier schon früh für Grandpa Jones, der damals Mitglied der Grand Ole Opry war. Mit elf Jahren begann er Gitarre zu spielen und begleitete Bruder Warren, der Fiddle spielte. Ferriers Eltern waren ebenfalls sehr musikalisch, denn sein Vater spielte Fiddle und seine Mutter Gitarre. Mit Vater und Mutter besuchte er die lokalen Barn Dances, auf denen er auch auftrat. Mit 13 verließ er die Schule ohne Abschluss, um in einem Sägewerk zu arbeiten.

### Karriere
Zusammen mit seinen Brüdern Warren und Brian begann er seinen Tag um fünf Uhr morgens, um im regionalen Radio in Alexandria aufzutreten, danach gingen sie ins Sägewerk und arbeiteten bis abends dort weiter. Er verließ Louisiana für 18 Monate und lebte in Gaston, Alabama, kehrte aber wieder in seinen Heimatstaat zurück. In Gaston trat er erstmals in einer überregionalen Radiosendung auf, im WGWD Midway Jamboree. Während eines Stromausfalls im Sägewerk ging Ferrier nach Hause und schrieb seinen ersten Song, Let’s Go Boppin‘ Tonight. Ferrier spielte kurz danach dem Plattenlabel-Besitzer Eddie Shuler vor, der ihn unter Vertrag nahm.

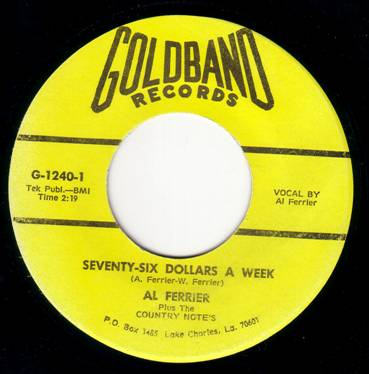
Seventy-Six Dollars a Week, 1970

Ferrier gründete zusammen mit seinen beiden Brüdern die Band The Boppin‘ Hillbillies. Ihre erste Session fand im Frühjahr 1955 statt, bei der der Song No No Baby eingespielt wurde. Dieser erschien als erste Single im April 1956. Zur selben Zeit absolvierten Ferrier und seine Band eine Reihe von Auftritten in der weithin hörbaren KWKH Louisiana Hayride, wo Ferrier den jungen Elvis Presley kennenlernte. Presley hörte Ferriers Song Let’s Go Boppin‘ Tonight und wollte ihn zu seinem Produzenten Sam Phillips schicken; Ferrier verweigerte jedoch seine Zustimmung. Er bereute dies später und sagte dazu: „That’s one big mistake I made by not leting Elvis recording it.“
In den folgenden Jahren spielte Ferrier bei verschiedenen Labels Platten ein, unter anderem bei Rocko, Zynn und Nashboro Records.
1980 erhielt Ferrier vom Bürgermeister von Natchitoches City eine Auszeichnung für 25 Jahre im Musikgeschäft. Nachdem sein Bruder Bryan gestorben war, brachen die Boppin‘ Hillbillies auseinander. Ferrier gründete jedoch eine neue Band und setzte seine Karriere fort. Er trat unter anderem beim New Orleans Jazz and Heritage Festival auf und spielte neue Alben ein. 1996 wechselte Ferrier zum Gospel und veröffentlichte das Album Help Me Keep the Faith.

## Diskografie

### Singles
| Jahr | Titel                                                                                   | Plattenfirma         |
| ---- | --------------------------------------------------------------------------------------- | -------------------- |
| 1956 | No No Baby / I’ll Never Do Any Wrong                                                    | Goldband Records     |
| 1956 | My Baby Done Gone Away / It’s Too Late Now                                              | Goldband Records     |
| 1957 | I’m The Man / Hey Baby                                                                  | Excello Records      |
| 1958 | Let’s Go Boppin’ Tonight / What Is That Thing Called Love?                              | Goldband Records     |
| 1959 | Kiss Me Baby / I Thought I Found Love                                                   | Rocko Records        |
| 1959 | Chisholm Trail Rock / Gunsmoke                                                          | Zynn Records         |
| 1960 | Blues Stop Knocking / She Left Me                                                       | Zynn Records         |
| 1964 | 78 To Birmingham / I’ll Sin Until I Die                                                 | Goldband Records     |
| 1964 | Last Chance / Take Two Steps                                                            | Goldband Records     |
| 1970 | Honey Baby / Why Doubt My Love?                                                         | Goldband Records     |
| 1970 | I’ll Try One More Time / I’m Just A Mender                                              | Goldband Records     |
| 1970 | Told Her No No Baby / Touch Of Mary’s Hand                                              | Goldband Records     |
| 1970 | Yard Dog / If I Need You                                                                | Goldband Records     |
| 1970 | 76 Dollars A Week / Hungry Eyes                                                         | Goldband Records     |
| 1972 | 163 St. Peter’s Call / All You Need Is A Man                                            | RPI Records          |
| 1974 | I’m Not Drinking More / Don’t Play Blue Eyes                                            | Master Track Records |
| 1975 | Kiss Me Baby / I Thought I Found Love                                                   | Rocko Records        |
| 1975 | I’ll Take You For A Ride / It’s My Fault                                                | Showtime Records     |
| 1975 | Be-Boppin’ Daddy / You’re Humburggin’ Me                                                | Showtime Records     |
| 1976 | Lonesome Trucker / Watching The Might Lights Burn                                       | Showtime Records     |
| 1976 | Hey Baby / Honey                                                                        | Showtime Records     |
| 1976 | Hey Baby / I’m The Man                                                                  | Excello Records      |
| 1981 | Hello Josephine / I’ll Try One More Time                                                | Goldband Records     |
| 1981 | Every Dog Has a Day / No Greater Love                                                   | Goldband Records     |
| 1986 | Rockabilly Blues / Sad Songs Help Me Through The Night                                  | Goldband Records     |
|      | - Blues Stop Knocking At My Door - Indian Rock and Roll - Send Her Back - You Win Again | nicht veröffentlicht |
|      | - Love Me Baby - I’m Still Loving You                                                   | nicht veröffentlicht |

### Alben
- 1970: The Birth Of Rockabilly
- 1976: From 1955 To 1975
- 1977: Boppin’ Tonight
- 1981: Al Ferrier
- 1984: Bop Stop Rock In The Hole In The Wall
- 1987: Dixie
- 1993: Al Ferrier and his Boppin’ Hillbillies
- 1996: Legendary Al Ferrier with Louisiana Swamp Cats
- 1996: Help Me Keep The Faith
- 2000: Al Ferrier & Louisiana Swamp Cats